# Alarmsignal (Band)
Alarmsignal ist eine Deutschpunk-Band aus Celle.

## Geschichte
Gegründet wurde Alarmsignal (zuvor unter dem Bandnamen Endzeit aktiv) im Jahr 2000 in Celle. Als die Mitglieder erfuhren, dass eine rechtsextreme Band unter gleichem Namen existierte, entschlossen sie sich zum Namenswechsel und damit verbunden zu einem Neuanfang in Neubesetzung.
Durch diverse Beiträge auf namhaften Punk-Samplern und einer starken Live-Präsenz (u. a. mit Auftritten auf der Schlachtrufe-BRD-Tour), gewann die Band recht schnell an Aufmerksamkeit in der Punkszene. Nach einer Demo und dem selbst veröffentlichten Album Fahneneid kam die Band zu Nix-Gut Records, wo ihr zweites Album Nazis nehmen uns die Arbeitsplätze weg erschien und auch ihr Debütalbum neu aufgelegt wurde. Mit dem ersten Album, das die Bandmitglieder zeigt, wie sie auf die Deutschlandflagge urinieren, erregte sie die Aufmerksamkeit des Landesamts für Verfassungsschutz Sachsen. Das gegen sie wegen Verunglimpfung des Staates und seiner Symbole eingeleitete Verfahren wurde wegen Verjährung eingestellt.
Vor dem 2012er Album Alles ist vergänglich trennte sich die Band von dem langjährigen Label auf Grund verschiedener Vorstellungen. Der Band waren zu viele sogenannte Grauzonebands, also Bands die als rechts offen galten, auf dem Label. Insbesondere die Zusammenarbeit mit Frei.Wild störte die Band. Alarmsignal brachte das Album über das DIY-Label ihres Gitarristen Bulli heraus. Das dazugehörige Video zu Gefressen werden wurde nach drei Tagen von YouTube gesperrt. Hintergrund waren Zusammenschnitte aus der Massentierhaltung und Schlachtung. Das Video ist mittlerweile mit einer Altersfreigabe versehen.
Für das 2015er Album Viva Versus wechselte die Band auf das Label Aggressive Punk Produktionen. Im gleichen Jahr spielte die Band auf dem Ruhrpott Rodeo sowie auf vielen weiteren „größeren“ Festivals. 2018 erschien das Album Attaque. Im selben Jahr lud die Band Feine Sahne Fischfilet Alarmsignal für 10 Konzerte auf ihre Alles auf Rausch Tour als Support ein.
Anfang 2020 stieg Gitarrist Borsti aus. Übergangsweise half Yannig (Braindead) an der Gitarre aus, bevor Tom 2022 als festes Bandmitglied einstieg. Ebenfalls 2022 erschien mit Ästhetik des Widerstands das achte Studioalbum von Alarmsignal. Mit diesem schaffte es die Band auf Platz 20 der deutschen Albumcharts.
Im Januar 2025 erschien das neunte Album Insomnia, auf dem u. a. Sarah Lesch, Mel Marker (Shilrey Holmes), Beckx (Fucking Angry) oder Sebastian Madsen (Madsen) als Features vertreten sind. Da das Album zum 25sten Bandjubiläum erschien, wurde zudem ein Tribute-Album veröffentlicht, auf dem verschiedene Bands und KünstlerInnen (u. a. Kotzreiz, Dritte Wahl, Finna, Shirley Holmes, Torsun & The Stereotronics, Rogers, Fucking Angry, Popperklopper) Lieder von Alarmsignal covern. Insomnia erreichte in den deutschen Albumcharts Platz 15.
2024, kurz nach den Insomnia Aufnahmen, verließ Schlagzeuger Kühn die Band. Unmittelbar nach Albumveröffentlichung gab die Band Anfang 2025 Band bekannt, dass die Lücke mit Chris, einem langjährigen Freund der Band, schnell geschlossen werden konnte.

## Musikstil
Alarmsignal spielen politischen Deutschpunk, der neben persönlichen und gesellschaftskritischen Themen auch Kritik an der Szene selbst übt. Schwerpunkte sind Antifaschismus, Arbeitskampf und Tierrechte. Unpolitische Texte werden vermieden. Auf späteren Alben finden sich auch Elemente außerhalb des Punkstils.

## Weitere Projekte
Von Ende der 1990er an war Sänger Steff bei der Punkband Christcore aktiv. Außerdem war er Mitglied bei VSK, der Nachfolgeband von Versaute Stiefkinder und trat bereits mehrmals als Lyricist für diverse Punk- und Hardcorebands in Erscheinung. Gitarrist Bulli ist Mitglied von Disco//Oslo, Paradox (RIP) und Teil weiterer Projekte, wie z. B. Dyrt Pack. Zudem ist er für den Großteil des grafischen Bereichs der Band verantwortlich und betreibt außerdem das DIY Label Antikörper-Export. Chris ist u. a. Schlagzeuger von Kotzreiz und Jennifer Rostock, Tom fungiert noch als Gitarrist bei Pestpocken.

## Diskografie

### Alben
- 2005: Fahneneid (zunächst Eigenveröffentlichung, dann Nix Gut Records)
- 2006: Nazis nehmen uns die Arbeitsplätze weg (Nix Gut Records)
- 2007: Revolutionäre sterben nie! (CD: Nix Gut Records; LP: 2018 Antikörper-Export)
- 2009: Sklaven der Langeweile (CD: Nix Gut Records; LP: 2017 Antikörper-Export)
- 2012: Alles ist vergänglich (Antikörper-Export)
- 2015: Viva Versus (CD: Aggressive Punk Produktionen; LP: Antikörper-Export)
- 2018: Attaque (CD: Aggressive Punk Produktionen; LP: Antikörper-Export)[13]
- 2022: Ästhetik des Widerstands (Aggressive Punk Produktionen)
- 2025: Insomnia (Aggressive Punk Produktionen)

### EPs
- 2001: Alarmsignal aus Celle (Demo)
- 2007: Split-EP mit Paradox (Antikörper-Export, Ugly Punk, Riot-Rex.)
- 2008: Split-CD mit Paradox, Wehrlos und Fallobstfresser (Antikörper-Export, Ugly Punk)
- 2024: Split-EP mit The toten Crackhuren im Kofferraum (Aggressive Punk Produktionen)

### Samplerbeiträge
- 2005: Überwacht und kontrolliert auf Hinter 1000 Stäben keine Welt

- 2005: Live dabei auf A-Punk
- 2006: Unsere Agenda heißt Widerstand auf Wir lassen uns das Dagegensein nicht verbieten – Unterstützer-Sampler
- 2006: Fahr den Mittelfinger aus auf Schlachtrufe BRD VIII
- 2006: Nazis nehmen uns die Arbeitsplätze weg auf Fuck the Elite
- 2006: Auf ein Bier nach Ostfriesland und Die Zeit ist reif auf Es lebe der Punk 6
- 2006: Klassenkampf auf Eat the Rich Vol. 3
- 2007: Ein Leben voller Qual auf Open the Cages! – Ein Solidaritäts-Sampler für die Tierbefreier
- 2007: Piraten und Hartz IV (Scheißen ohne spülen) auf Es lebe der Punk 8
- 2008: Vater Staat auf Schlachtrufe BRD VIIII
- 2008: Verlebt, verlobt, verheiratet auf Deutschpunk Balladen Vol. 2
- 2009: In Frankreich brennt der Himmel auf Kassensturz BRD II
- 2009: Wind auf Alle gegen Alle – A Tribute to Slime
- 2009: Wir leben auf Chaostage – We Are Punks! (Soundtrack)
- 2010: Wert des Lebens und Solidarität kann eine Waffe sein auf Es lebe der Punk 12
- 2010: Sklaven der Langeweile auf Aggropunk Vol. 1
- 2010: Die Zeit ist reif auf Apfelfront Schulhof CD
- 2011: Scheiße ungerecht und Zum allerletzten Mal auf Es lebe der Punk 14
- 2013: (Es ist) kalt auf Punkstörung Vol. 1
- 2013: Brot & Spiele (zusammen mit Daily Terroristen) auf 25 Jahre Dritte Wahl
- 2013: Gefressen werden auf Aggropunk Vol. III – Die letzte Schlacht
- 2014: Grausame Realität auf Away from Life Vol. I
- 2015: Ballast über Bord auf Away from Life Vol. II
- 2015: Kaputte Stadt auf Aggropunk Forever
- 2015: Alles wird gut auf A Story of Teeth and Flowers
- 2016: Heimat halt’s Maul auf Endzeitterror
- 2016: Heimat halt’s Maul und Brennende Barrikaden auf Support Your Punkscene